# Чисголм (Міннесота)
Чисголм (англ. Chisholm) — місто (англ. city) в США, в окрузі Сент-Луїс штату Міннесота. Населення — 4775 осіб (2020).

## Географія
Чисголм розташований за координатами 47°29′15″ пн. ш. 92°52′46″ зх. д. / 47.48750° пн. ш. 92.87944° зх. д. (47.487530, -92.879401).  За даними Бюро перепису населення США в 2010 році місто мало площу 12,27 км², з яких 11,60 км² — суходіл та 0,68 км² — водойми.

## Демографія
Згідно з переписом 2010 року, у місті мешкало 4976 осіб у 2256 домогосподарствах у складі 1260 родин. Густота населення становила 406 осіб/км².  Було 2524 помешкання (206/км²).
Расовий склад населення:
| - 95,5 % — білих - 1,1 % — корінних американців - 0,8 % — чорних або афроамериканців - 0,3 % — азіатів |

До двох чи більше рас належало 2,2 %. Частка іспаномовних становила 1,4 % від усіх жителів.
За віковим діапазоном населення розподілялося таким чином: 22,3 % — особи молодші 18 років, 59,7 % — особи у віці 18—64 років, 18,0 % — особи у віці 65 років та старші. Медіана віку мешканця становила 40,7 року. На 100 осіб жіночої статі у місті припадало 100,6 чоловіків;  на 100 жінок у віці від 18 років та старших — 96,7 чоловіків також старших 18 років.
Середній дохід на одне домашнє господарство  становив 47 629 доларів США (медіана — 39 057), а середній дохід на одну сім'ю — 58 682 долари (медіана — 56 827). За межею бідності перебувало 13,3 % осіб, у тому числі 14,3 % дітей у віці до 18 років та 15,1 % осіб у віці 65 років та старших.
Цивільне працевлаштоване населення становило 2022 особи. Основні галузі зайнятості: освіта, охорона здоров'я та соціальна допомога — 29,6 %, виробництво — 19,1 %, роздрібна торгівля — 7,6 %, мистецтво, розваги та відпочинок — 7,5 %.